# Landelles
Landelles est une commune française située dans le département d'Eure-et-Loir en région Centre-Val de Loire.

## Géographie

### Situation
Le village de Landelles est situé dans la vallée de l'Eure, à la limite de trois régions naturelles : le Perche, la Beauce et le Thymerais.

Situation géographique
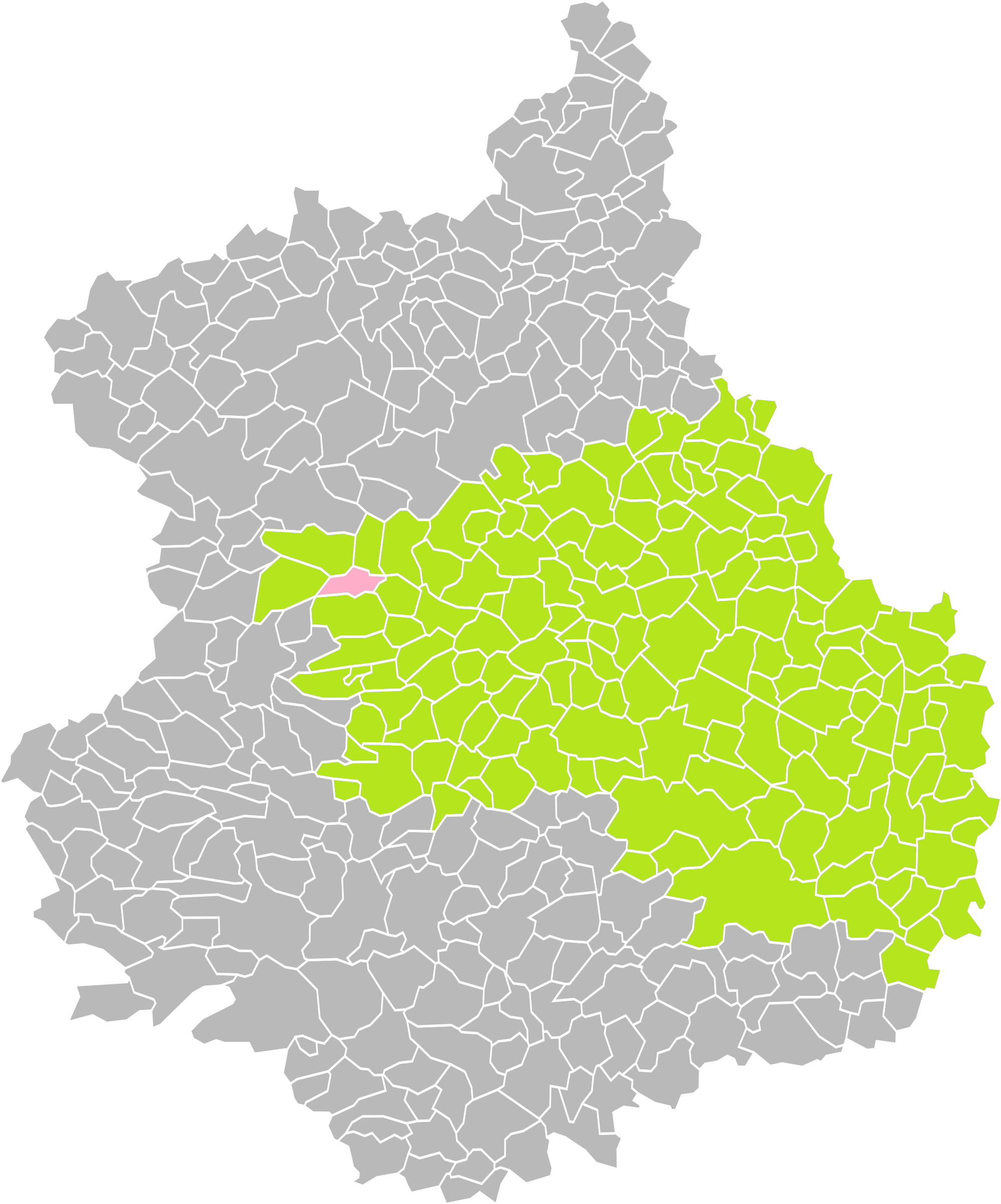
Landelles dans son arrondissement.
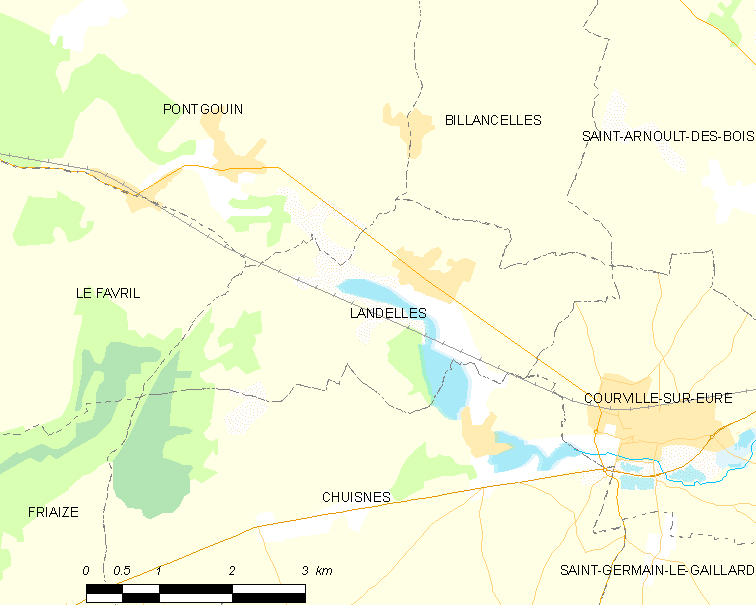
Carte de la commune de Landelles.

### Communes limitrophes
| Pontgouin | Billancelles | Saint-Arnoult-des-Bois |
| Le Favril | Landelles    | Courville-sur-Eure     |
|           | Chuisnes     |                        |

### Hydrographie
Provenant du nord-ouest par Pontgouin, la rivière l'Eure, affluent en rive gauche du fleuve la Seine, traverse la commune pour se diriger ensuite vers le sud et Chuisnes.

### Climat
Pour des articles plus généraux, voir Climat du Centre-Val de Loire et Climat du Val-d'Oise.
En 2010, le climat de la commune est de type climat océanique dégradé des plaines du Centre et du Nord, selon une étude du CNRS s'appuyant sur une série de données couvrant la période 1971-2000. En 2020, Météo-France publie une typologie des climats de la France métropolitaine dans laquelle la commune est exposée à un climat océanique altéré et est dans la région climatique  Sud-ouest du bassin Parisien, caractérisée par une faible pluviométrie, notamment au printemps (120 à 150 mm) et un hiver froid (3,5 °C). 
Pour la période 1971-2000, la température annuelle moyenne est de 10,4 °C, avec une amplitude thermique annuelle de 14,9 °C. Le cumul annuel moyen de précipitations est de 692 mm, avec 11,6 jours de précipitations en janvier et 7,9 jours en juillet. Pour la période 1991-2020, la température moyenne annuelle observée sur la station météorologique de Météo-France la plus proche, « Deauville », sur la commune de Deauville à 5 391 km à vol d'oiseau, est de 0,0 °C et le cumul annuel moyen de précipitations est de 0,0 mm,. Pour l'avenir, les paramètres climatiques de la commune estimés pour 2050 selon différents scénarios d'émission de gaz à effet de serre sont consultables sur un site dédié publié par Météo-France en novembre 2022.

## Urbanisme

### Typologie
Au 1er janvier 2024, Landelles est catégorisée commune rurale à habitat dispersé, selon la nouvelle grille communale de densité à 7 niveaux définie par l'Insee en 2022.
Elle est située hors unité urbaine. Par ailleurs la commune fait partie de l'aire d'attraction de Chartres, dont elle est une commune de la couronne,. Cette aire, qui regroupe 117 communes, est catégorisée dans les aires de 50 000 à moins de 200 000 habitants,.

### Occupation des sols
L'occupation des sols de la commune, telle qu'elle ressort de la base de données européenne d’occupation biophysique des sols Corine Land Cover (CLC), est marquée par l'importance des territoires agricoles (79,3 % en 2018), une proportion identique à celle de 1990 (79,3 %). La répartition détaillée en 2018 est la suivante : 
terres arables (67,5 %), zones agricoles hétérogènes (11,8 %), forêts (11,4 %), zones urbanisées (4,8 %), eaux continentales (4,5 %). L'évolution de l’occupation des sols de la commune et de ses infrastructures peut être observée sur les différentes représentations cartographiques du territoire : la carte de Cassini (XVIIIe siècle), la carte d'état-major (1820-1866) et les cartes ou photos aériennes de l'IGN pour la période actuelle (1950 à aujourd'hui).

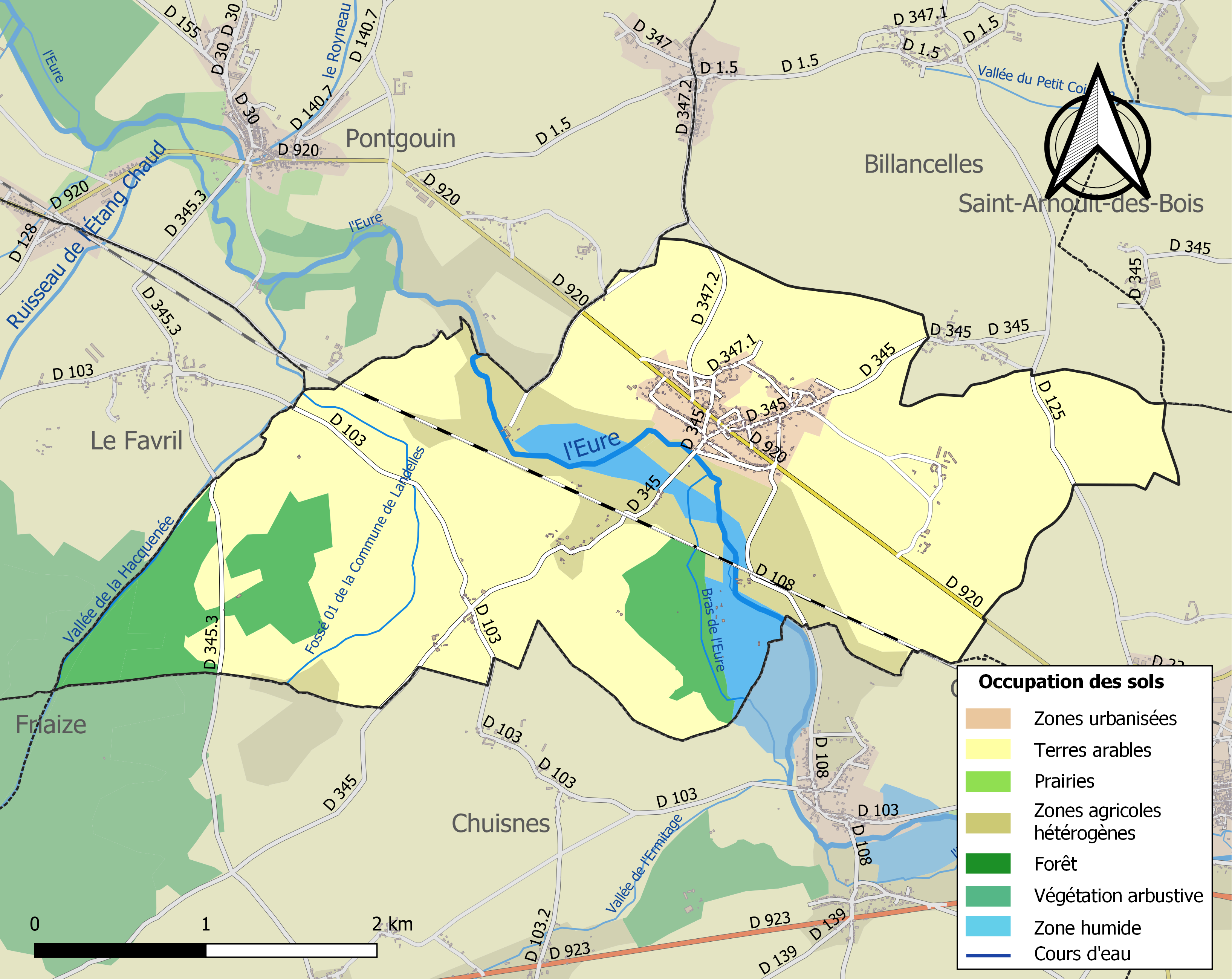
Carte des infrastructures et de l'occupation des sols de la commune en 2018 (CLC).

### Risques majeurs
Le territoire de la commune de Landelles est vulnérable à différents aléas naturels : météorologiques (tempête, orage, neige, grand froid, canicule ou sécheresse), inondations, mouvements de terrains et séisme (sismicité très faible). Il est également exposé à un risque technologique, le transport de matières dangereuses. Un site publié par le BRGM permet d'évaluer simplement et rapidement les risques d'un bien localisé soit par son adresse soit par le numéro de sa parcelle.

#### Risques naturels
Certaines parties du territoire communal sont susceptibles d’être affectées par le risque d’inondation par débordement de cours d'eau, notamment l'Eure. La commune a été reconnue en état de catastrophe naturelle au titre des dommages causés par les inondations et coulées de boue survenues en 1995 et 1999,.

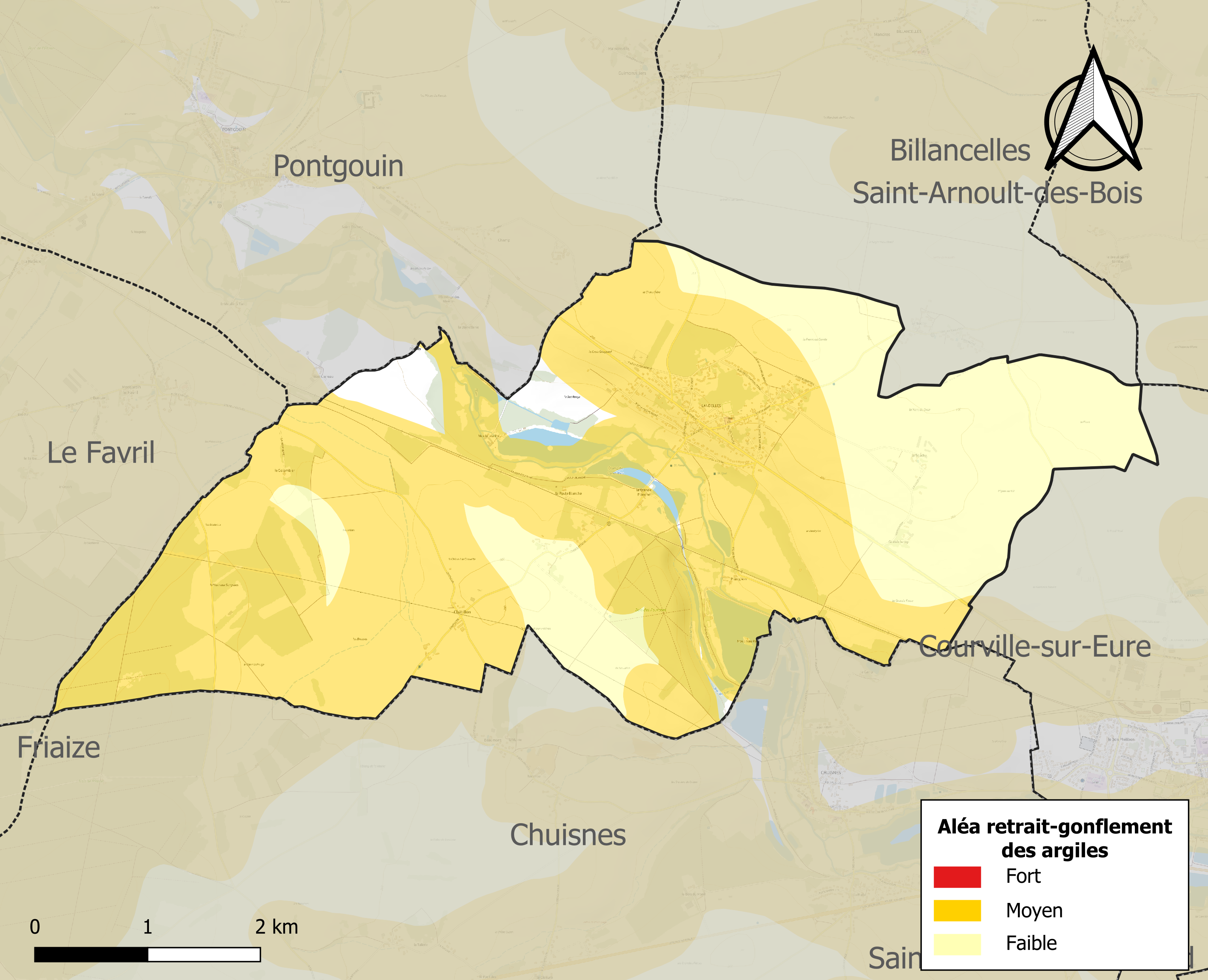
Carte des zones d'aléa retrait-gonflement des sols argileux de Landelles.

Les mouvements de terrains susceptibles de se produire sur la commune sont des affaissements et effondrements liés aux cavités souterraines. L'inventaire national des cavités souterraines permet de localiser celles situées sur la commune.
Le retrait-gonflement des sols argileux est susceptible d'engendrer des dommages importants aux bâtiments en cas d’alternance de périodes de sécheresse et de pluie. 68,5 % de la superficie communale est en aléa moyen ou fort (52,8 % au niveau départemental et 48,5 % au niveau national). Sur les 297 bâtiments dénombrés sur la commune en 2019, 281 sont en aléa moyen ou fort, soit 95 %, à comparer aux 70 % au niveau départemental et 54 % au niveau national. Une cartographie de l'exposition du territoire national au retrait gonflement des sols argileux est disponible sur le site du BRGM,.
Concernant les mouvements de terrains, la commune a été reconnue en état de catastrophe naturelle au titre des dommages causés par des mouvements de terrain en 1999.

#### Risques technologiques
Le risque de transport de matières dangereuses sur la commune est lié à sa traversée par des infrastructures routières ou ferroviaires importantes ou la présence d'une canalisation de transport d'hydrocarbures. Un accident se produisant sur de telles infrastructures est en effet susceptible d’avoir des effets graves au bâti ou aux personnes jusqu’à 350 m, selon la nature du matériau transporté. Des dispositions d’urbanisme peuvent être préconisées en conséquence.

## Toponymie
Le nom de la localité est attesté sous les formes Lalandella vers 1075 (Ord. Vital, t. II, p. 425), Landellæ en 1207 (charte du chap. de Chartres), Landelez vers 1250 (pouillé), Landeles super Chuinam vers 1275 (nécr. du chap. de Chartres).
De l'oïl lande et du suffixe diminutif elle au pluriel, « petite lande », qui désigne un espace plat non cultivé ou inculte généralement couvert d’arbrisseaux comme les genêts. Le toponyme Landelles, partagé par Saint-Martin-de-Landelles dans l'arrondissement d'Avranches, et Landelles-et-Coupigny dans l'arrondissement de Vire, dérivent, aussi, du gaulois landa, « lande », et du suffixe diminutif, -ella, qui est devenu -elle, et qui lui donne le sens de « petite lande ». L'endroit devait donc se caractériser par la présence de landes.
Ce nom de village correspond tout simplement aux plus mauvaises terres de la région.

## Politique et administration

### Liste des maires
| Période                                  | Période  | Identité         | Étiquette | Qualité                              |
| ---------------------------------------- | -------- | ---------------- | --------- | ------------------------------------ |
| Juin 1995                                | En cours | Jean-Luc Julien, | SE        | Agriculteur sur moyenne exploitation |
| Les données manquantes sont à compléter. |          |                  |           |                                      |

## Population et société

### Démographie
L'évolution du nombre d'habitants est connue à travers les recensements de la population effectués dans la commune depuis 1793. Pour les communes de moins de 10 000 habitants, une enquête de recensement portant sur toute la population est réalisée tous les cinq ans, les populations de référence des années intermédiaires étant quant à elles estimées par interpolation ou extrapolation. Pour la commune, le premier recensement exhaustif entrant dans le cadre du nouveau dispositif a été réalisé en 2008.

En 2022, la commune comptait 631 habitants, en évolution de −1,41 % par rapport à 2016 (Eure-et-Loir : −0,23 %, France hors Mayotte : +2,11 %).
| 1793 | 1800 | 1806 | 1821 | 1831 | 1836 | 1841 | 1846 | 1851 |
| ---- | ---- | ---- | ---- | ---- | ---- | ---- | ---- | ---- |
| 235  | 259  | 268  | 282  | 302  | 334  | 334  | 341  | 365  |

| 1856 | 1861 | 1866 | 1872 | 1876 | 1881 | 1886 | 1891 | 1896 |
| ---- | ---- | ---- | ---- | ---- | ---- | ---- | ---- | ---- |
| 358  | 344  | 308  | 316  | 317  | 333  | 351  | 331  | 318  |

| 1901 | 1906 | 1911 | 1921 | 1926 | 1931 | 1936 | 1946 | 1954 |
| ---- | ---- | ---- | ---- | ---- | ---- | ---- | ---- | ---- |
| 316  | 299  | 279  | 308  | 325  | 285  | 255  | 278  | 281  |

| 1962 | 1968 | 1975 | 1982 | 1990 | 1999 | 2006 | 2008 | 2013 |
| ---- | ---- | ---- | ---- | ---- | ---- | ---- | ---- | ---- |
| 258  | 275  | 326  | 371  | 493  | 532  | 566  | 576  | 623  |

| 2018 | 2022 | - | - | - | - | - | - | - |
| ---- | ---- | - | - | - | - | - | - | - |
| 639  | 631  | - | - | - | - | - | - | - |

## Culture locale et patrimoine

### Lieux et monuments

#### Canal Louis XIV
Passage du canal dit de Louis XIV, creusé pour amener l'eau de l'Eure depuis Pontgouin au château de Versailles. La rue de la Rivière Neuve se trouve sur ce tracé qui est par ailleurs parallèle au passage de l'aqueduc gallo-romain qui amenait l'eau de l'Eure à Chartres. Son départ se situait en amont du moulin du Prey.

#### Église Saint-Médard-et-Saint-Marc
Le début de la construction de l'église date du XIIe ou XIIIe siècle.
En 1896, une restauration importante fut entreprise. On mura alors une petite porte qui donnait au sud-est ainsi qu'une autre porte qui permettait de relier directement la cour du presbytère à la sacristie. On construisit une nouvelle sacristie et l'autel fut reculé. On modifia le porche et une tribune fut ajoutée. On perça deux nouvelles fenêtres côté nord et la petite fenêtre au fond de l’abside fut agrandie. Enfin, l’ancien pavage fut remplacé.
L’église possède quatre statues anciennes en bois :
- Saint Marc, statue qui domine l’autel, est accompagné d’un lion ;
- Saint André et sainte Geneviève encadrent à droite et à gauche le sanctuaire ;
- Saint Mamert est placé près de la tribune à droite.

Toutes les autres statues sont de style moderne en plâtre : saint Médard, saint Blaise, saint Antoine de Padoue, le Sacré-Cœur, la Sainte Vierge, sainte Anne, saint Jean-Baptiste et une deuxième de saint Marc. Sainte Jeanne d’Arc et sainte Thérèse de Lisieux furent données en 1927.
À l’entrée de l’église, une dalle scellée dans le mur commémore une fondation faite en 1544. Cette pierre était à l’origine posée dans le pavage du chœur. Cette donation fut faite par acte notarié en 1544. Cette dalle a été classée monument historique en 1924.
Deux croix, situées l'une sur la route de Billancelles et l'autre sur la route de Saint-Arnoult (actuelle rue de la Mairie) ont été bénies en cette église le 13 octobre 1912. Elles ont remplacé les anciennes, en très mauvais état.
En 2017, l'église fait l'objet d'une campagne de levée de fonds par la Fondation du patrimoine afin de restaurer :
- les quatre statues en bois polychrome datées du XVIIe siècle ;
- son Christ en croix ;
- deux tableaux ;
- la pierre commémorative de la fondation faite en 1554,  Classé MH (1949)[28].

#### Le château
En réalité, un ancien relais de chasse, où Henri IV serait venu chasser. Le premier corps de bâtiment a été ensuite complété d'une orangerie, transformée en salon. Les logements des domestiques sont les bâtiments se trouvant actuellement au bord de la route. Celui de droite était appelé « la petite ferme ». Un vivier se trouvant dans le parc fournissait aux châtelains du poisson frais.
Le lieu est aujourd'hui privé.

#### Autres lieux et monuments
- Deux lavoirs sur les bords de la rivière ;
- Monument aux morts ;
- Château d'eau ;
- Les étangs.

Lieux et monuments
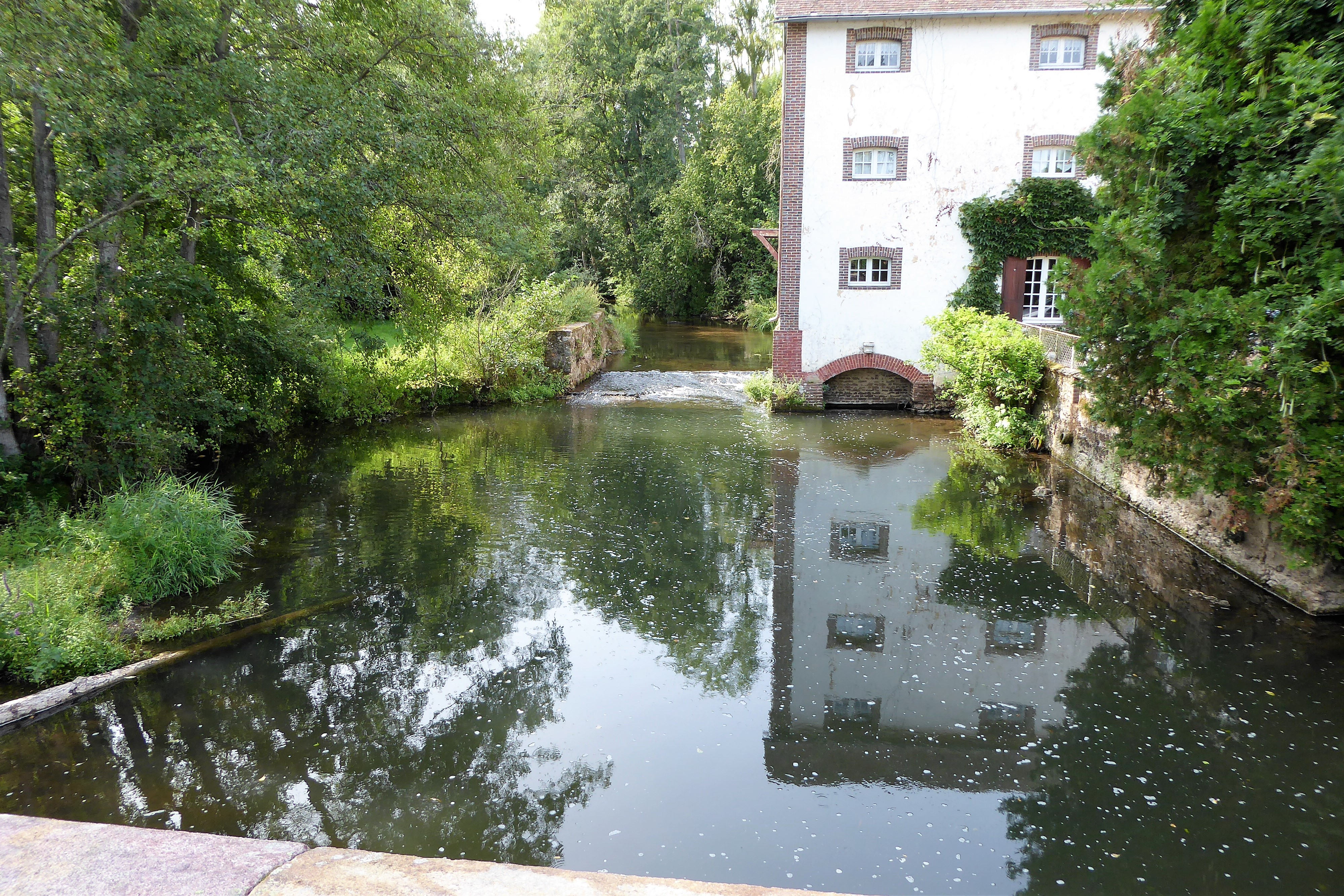
Ancien moulin sur l'Eure.
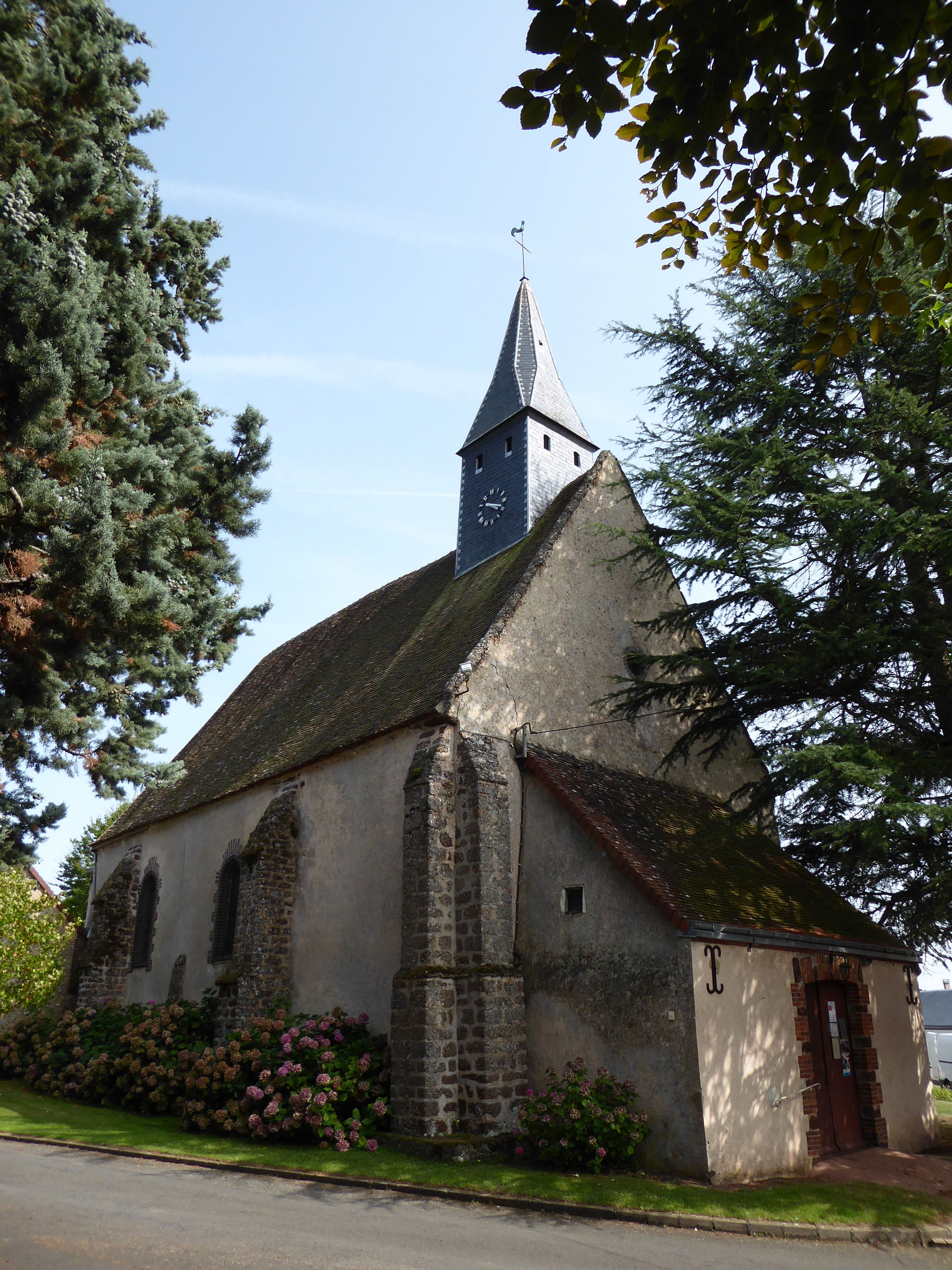
L'église Saint-Médard-et-Saint-Marc.
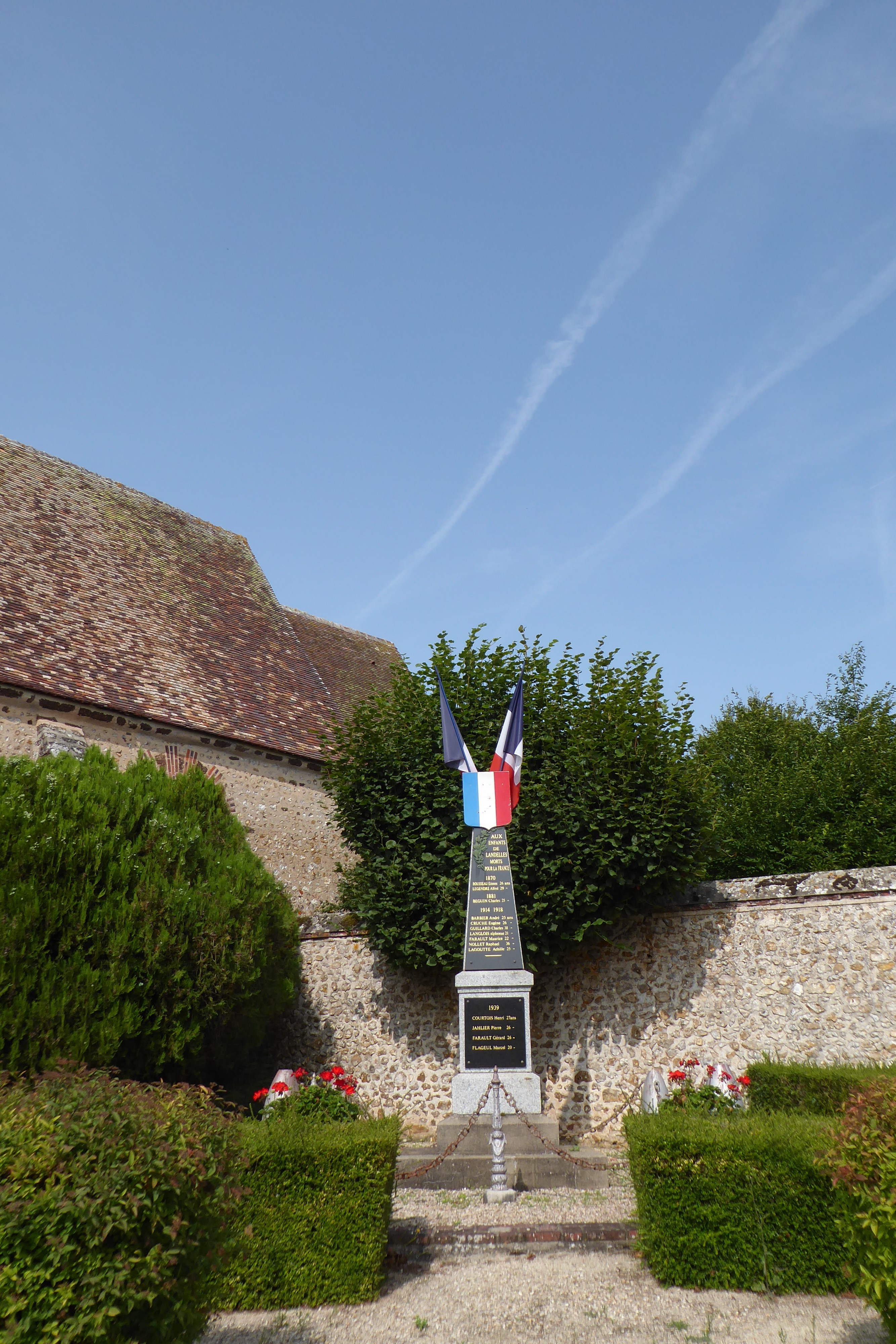
Le monument aux morts.
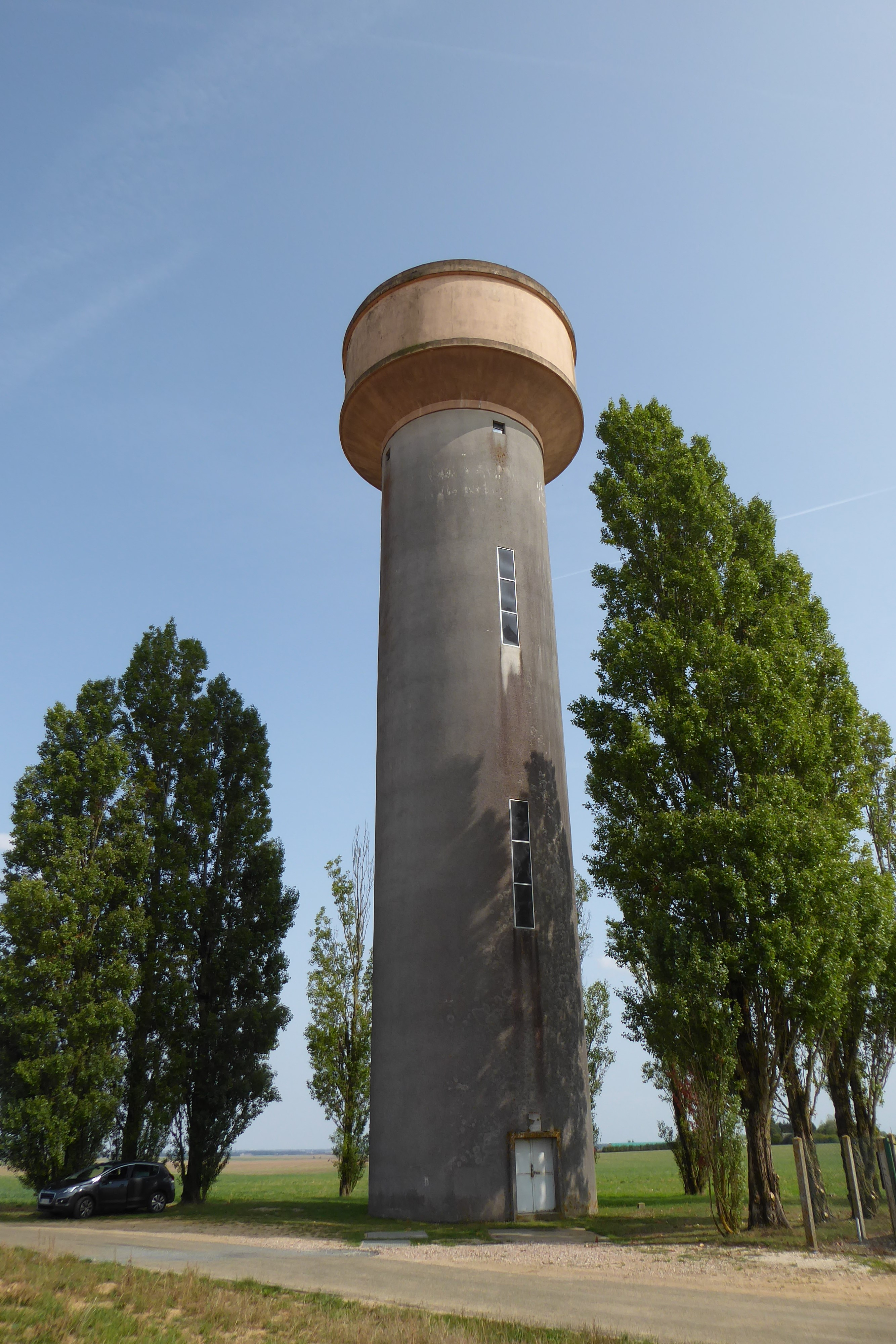
Le château d'eau.

### Personnalités liées à la commune
C'est au château de Landelles que Sergent-Marceau aurait rencontré la sœur du général Marceau qu'il a épousée et dont il a joint le nom au sien.